# Тупак: Воскрешение
«Тупак: Воскрешение» (англ. Tupac: Resurrection) — первый документальный фильм, снятый о жизни и смерти американского рэп-исполнителя Тупака Шакура, в котором показаны многие ранее неизданные интервью и выступления. Показ фильма стартовал в кинотеатрах с 16 ноября 2003 года. К 1 июля 2008 года кассовые сборы фильма в США достигли 7,8 миллионов долларов, завоевав 11 строчку в списке самых кассовых документальных фильмов США. Фильм был номинирован на премию «Оскар».

## Сюжет
Фильм показывает раннюю жизнь Тупака, — его школьный период, которую комментирует сам Тупак, рассказывая те или иные подробности; его музыкальную карьеру, тюремный период, и знакомство с Death Row Records. В фильме так же присутствуют The Notorious B.I.G. и Пафф Дэдди, дающие интервью уже после смерти Тупака, рассказывающие в подробностях о стрельбе 30 ноября 1994 года.

## Саундтрек
«Tupac: Resurrection» — саундтрек, выпущенный к одноимённому документальному фильму в 2003 году. Сборник содержит как уже выпущенные песни Тупака, так и ранее неизданные песни, спродюсированные в современном стиле благодаря Эминему и Red Spyda. Альбом стартовал на второй строчке чарта Billboard 200, благодаря чему пришёл к успеху.

### Список композиций
1. «Intro»* — (0:05)
2. «Ghost»* — (4:17)
3. «One Day at a Time»* — (3:44)
4. «Death Around the Corner» — (4:07)
5. «Secretz of War» — (4:13)
6. «Runnin' (Dying to Live)»* — (3:51)
7. «Holler If Ya Hear Me» — (4:38)
8. «Starin' Through My Rear View» — (5:11)
9. «Bury Me a G» — (5:00)
10. «Same Song» — (3:57)
11. «Panther Power»* — (4:36)
12. «Str8 Ballin'» — (5:04)
13. «Rebel of the Underground» — (3:17)
14. «The Realist Killaz»* — (2:59)
15. Dear Mama

(*) невыпущенный материал